# Peugeot 301 (1932)
Der Peugeot 301 ist ein Automodell des französischen Automobilherstellers Peugeot.
Seit 2012 verwendet Peugeot den gleichen Modellnamen erneut für den Peugeot 301 (2012).

## Beschreibung
Das Modell war die größere Ergänzung zum Peugeot 201. Peugeot fertigte zwischen 1932 und 1936 in verschiedenen Varianten insgesamt 70.497 Fahrzeuge. Nachfolger wurde 1936 der Peugeot 302. 1933 nahmen Marguerite Mareuse und Louise Lamberjack an der Rallye Monte Carlo in einem Peugeot 301 teil. Insgesamt erreichten sie Platz 13 der Gesamtwertung.

## Technik

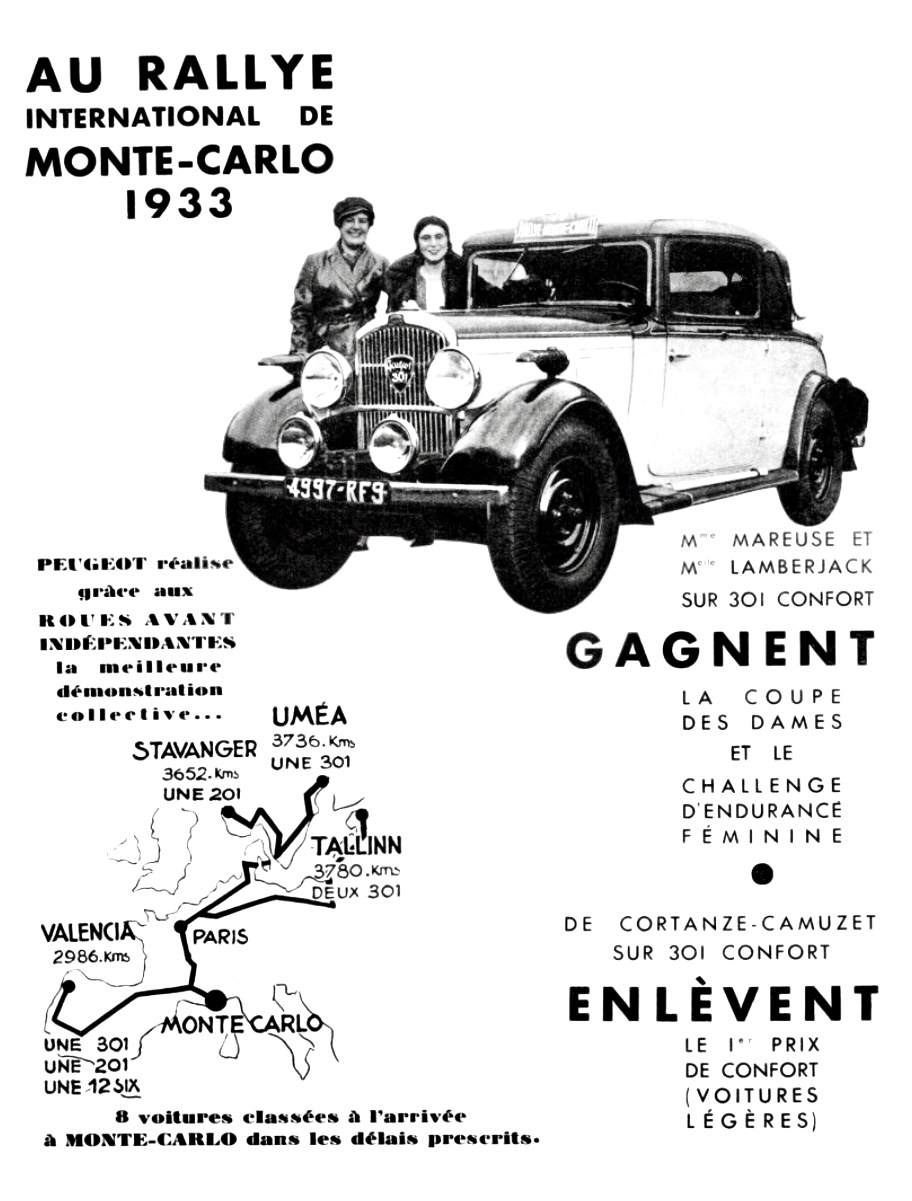
Peugeot 301 Rallye Monte Carlo 1933

Sein vorne angeordneter Vierzylinder-Viertaktmotor hatte eine zweifach, die stärkeren Versionen dreifach gelagerte Kurbelwelle und seitlich stehende Ventile. Er leistete aus 1465 cm³ Hubraum mit 72 mm Bohrung und 90 mm Hub 34 PS (25 kW) bei 3500/min, beim 301 D waren es 35 PS (26 kW) bei 4000/min. Er wirkte über ein unsynchronisiertes Dreiganggetriebe und eine Welle mit einem Gelenk auf die Schnecke des Achsantriebs. Die starre Deichselachse hinten hat viertelelliptische Längsblattfedern, die hinter der Achse am Rahmen eingespannt sind. Die Vorderräder sind einzeln an Querlenkern und einer Querblattfeder aufgehängt. Die Spurweite betrug 1240 mm. Der Tankinhalt fasste 42 Liter.
| Modell | Baujahre  | Karosserieformen                                                                                      | Exemplare |
| ------ | --------- | --- | --------- |
| 301 C  | 1932–1933 | Limousine, Limousine Luxus, Coupé Luxus mit Verdeck, Roadster, Golf-Coupé, Golf-Coupé mit Verdeck     | 20.729    |
| 301 M  | 1932      | Limousine, Limousine Commerciale                                                                      | 304       |
| 301 T  | 1933      | Kastenwagen, Lieferwagen mit Verdeck                                                                  | 1.185     |
| 301 L  | 1933      | Limousine Commerciale, Limousine Familiale                                                            | 983       |
| 301 CR | 1933–1934 | Limousine Luxus, Limousine, Coupé mit Verdeck, Tourenlimousine Luxus, Golf-Coupé, Cabriolet, Roadster | 12.578    |
| 301 LR | 1933–1934 | Limousine Familiale, Limousine Commerciale, Limousine                                                 | 4.660     |
| 301 D  | 1934–1936 | Limousine Luxus, Limousine, Limousine Commerciale, Coupé, Cabriolet                                   | 30.058    |

## Bildergalerie

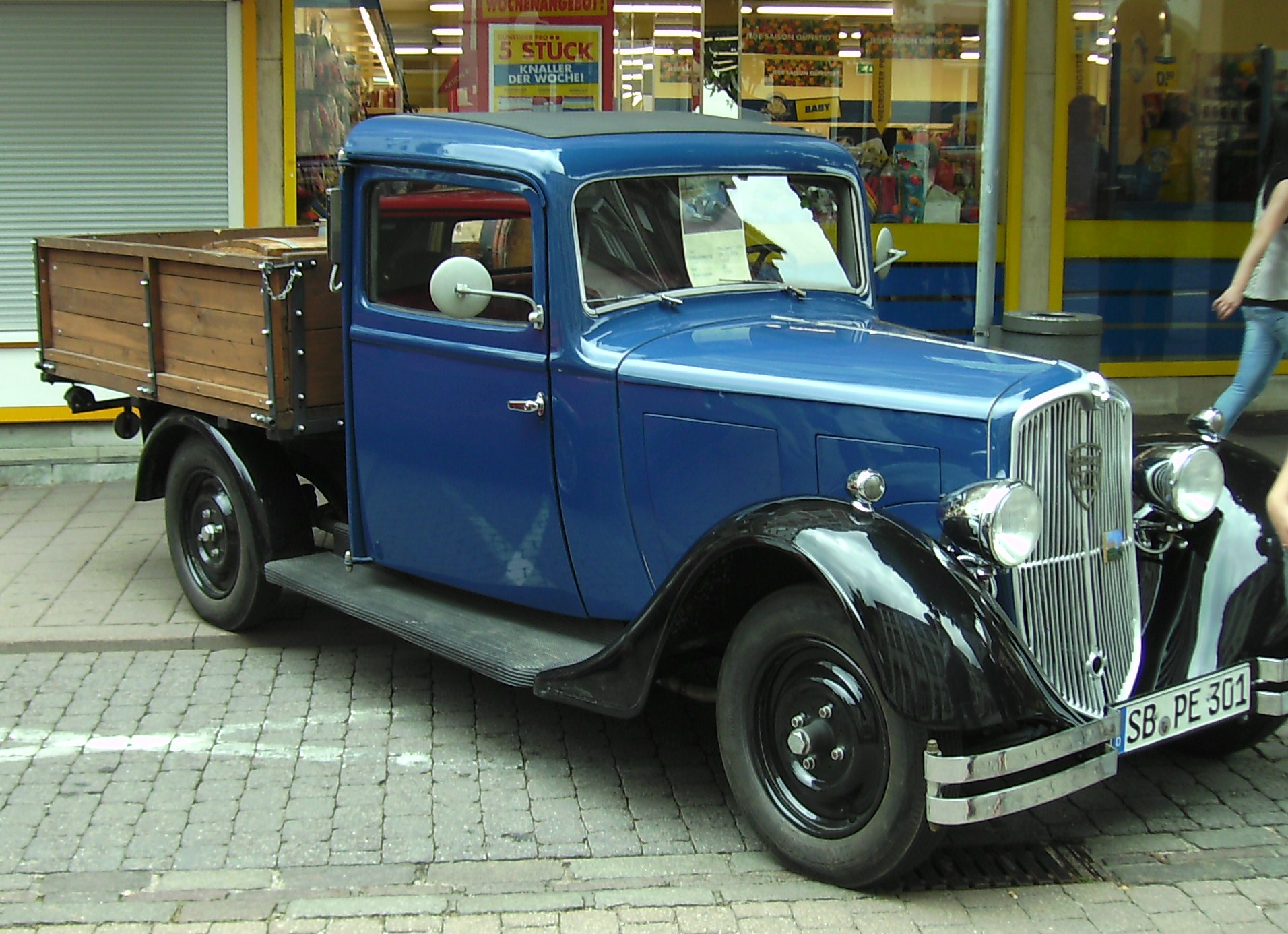
Peugeot T301 Pick-up 1934
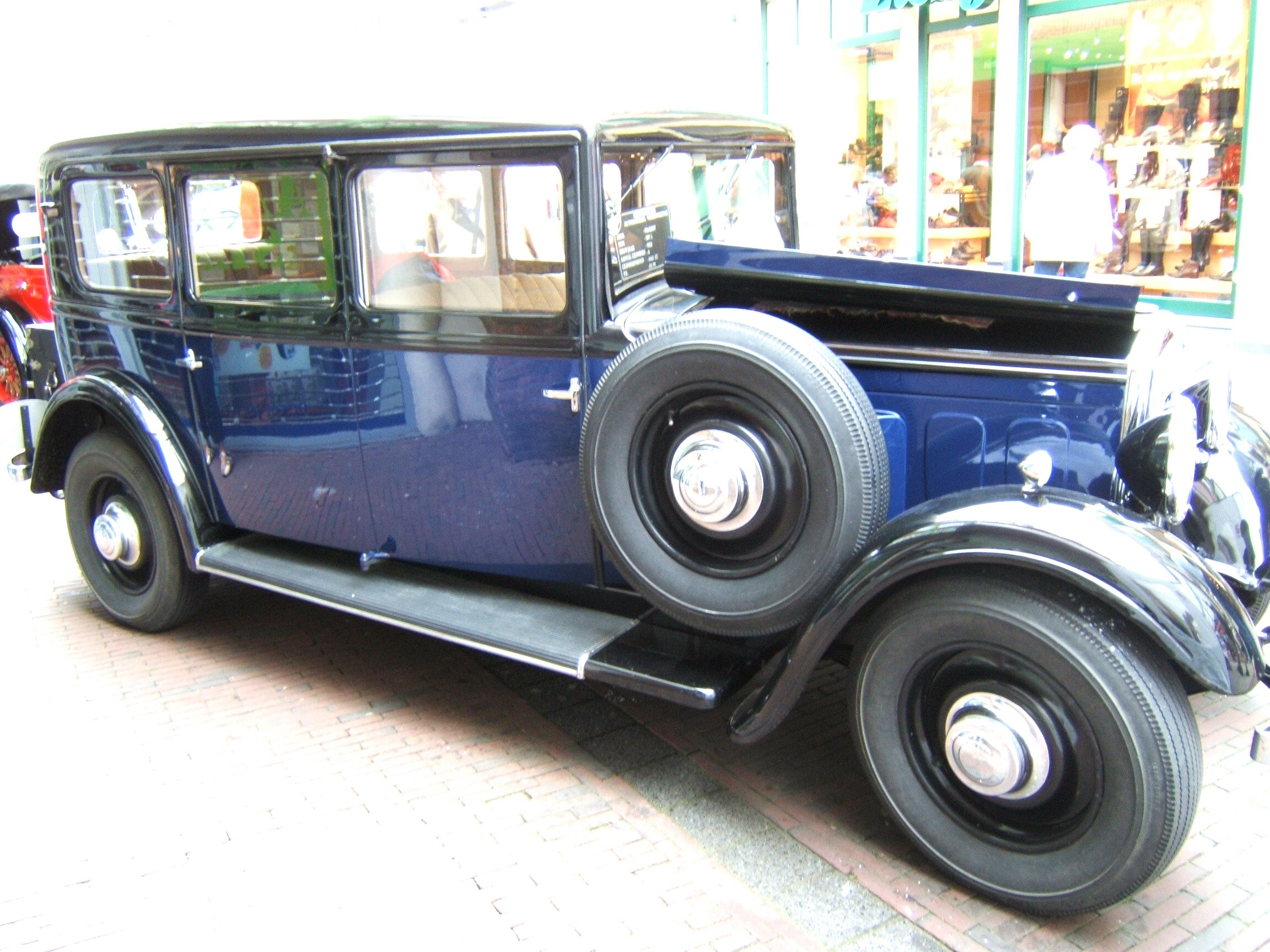
Peugeot 301 L Limousine 1933
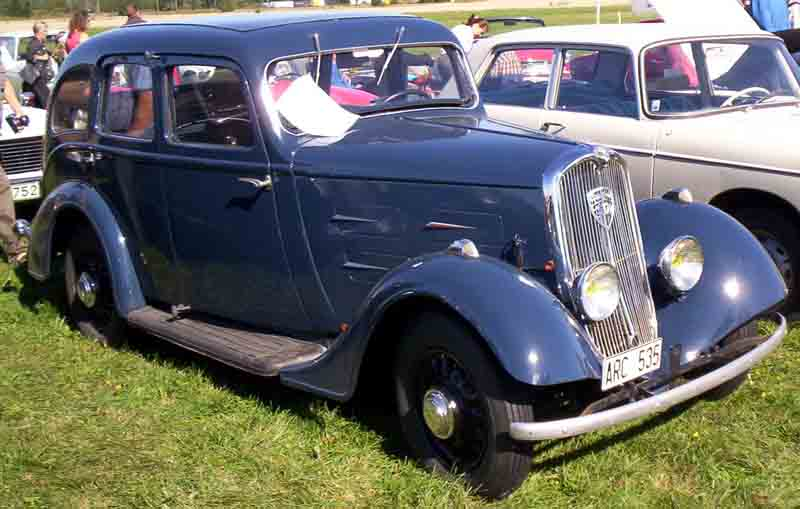
Peugeot 301 D Limousine von 1935
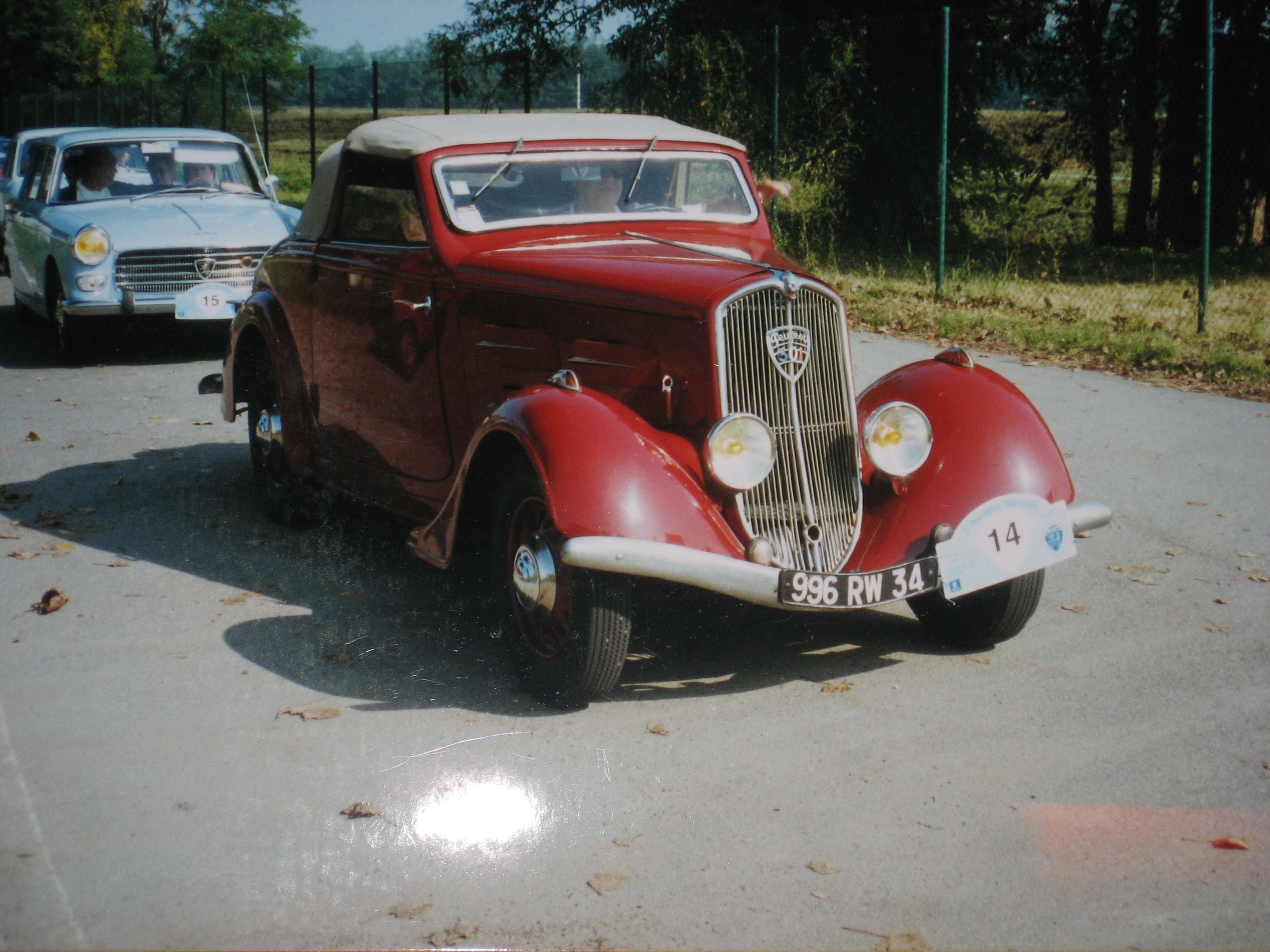
Peugeot 301 D Cabriolet